# Бікбулатов Наїль Валейович
Бікбула́тов Наї́ль Вале́йович (*14 лютого 1931, присілок Етбаєво — †18 квітня 1996, місто Уфа) — етнограф, кандидат історичних наук (1965).

## Біографія
Наїль Валейович народився у присілку Етбаєво Аргаяського району Челябінської області. 1951 року закінчив Башкирський державний педагогічний інститут (Уфа). З 1957 року працював в Інституті історії, мови і літератури Башкирської філії Академії наук СРСР. З 1971 року був там старшим науковим співробітником, в 1978—1993 роках — завідувачем відділенням. Помер у місті Уфа, але похоронений у присілку Ново-Соболево Аргаяського району Челябінського району.

## Наукова робота
Наукова діяльність присвячена вивченню суспільних та родинно-шлюбних відносин, звичаїв та обрядів, родинної системи, традиційного господарства (землеробства, знарядь праці тощо), проблемам етногенезу башкирів та походження етноніму «башкорт». На основі результатів дослідження декоративно-прикладного мистецтва башкирів (ткацтва, вишивання, аплікації) видано монографії та альбоми. Бікбулатов провів історико-генетичний аналіз башкирського орнаменту 18-20 століть (виділив 6 комплексів).
Бікбулатов брав участь у понад 40 етнографічних експедиціях по Волзько-Уральському регіону, Середній Азії, Гірському Алтаю тощо. Автор понад 100 наукових робіт. Один із керівників цільової науково-дослідницької програми «Народи Башкортостану: етнічний та культурний розвиток у процесі контактів та взаємодії у минулому та сьогодення (комплексні дослідження)». Один із творців етнографічної колекції Музею археології і етнографії та етнографічної фототеки (понад 12 тисяч одиниць) Інституту історії, мови і літератури.

### Наукові праці
- Декоративно-прикладное искусство башкир. Уфа, 1964 (співавторство)
- Башкирская система родства. Москва, 1981
- Семейный быт башкир. XIX—XX вв. Москва, 1991 (співавторство)
- Башкиры: этническая история и традиционная культура. Уфа, 2002 (співавторство)